# ジェームズ・マッカーサー
ジェームズ・マッカーサー（英: James McArthur）は、スコットランド出身の元サッカー選手。現役時代のポジションはMF。

## 経歴

### ハミルトン
スコティッシュ・プレミアリーグのハミルトン・アカデミカルFCでキャリアを始め、168試合に出場、10ゴールを上げた。

### クリスタル・パレス
2010年にフットボールリーグ1のウィガン・アスレティックFCに移籍したのち、プレミアリーグのクリスタル・パレスFCに3年契約で移籍した。

## 代表歴
スコットランド代表のU-21チームに所属した。2010年11月16日にA代表デビューした。